# Acanthamunnopsis longicornis
Acanthamunnopsis longicornis är en kräftdjursart som först beskrevs av Hansen 1895.  Acanthamunnopsis longicornis ingår i släktet Acanthamunnopsis och familjen Munnopsidae. Inga underarter finns listade i Catalogue of Life.